# Lotnisko w Leicesterze
Lotnisko w Leicesterze (kod ICAO: EGBG) – cywilne lotnisko położone w środkowej Anglii na południowy wschód od miasta Leicester w odległości 7,4 km. Wcześniej znane pod nazwą Stoughton Aerodrome, RAF Leicester. Lotnisko zbudowane w 1942r. Lotnisko obecnie wykorzystywane jest przez prywatne małe samoloty oraz aeroklub (Leicestershire Aero Club Limited).
W grudniu 2011 roku dwa małe samoloty zderzyły się w pobliżu lotniska na małej wysokości. Na miejscu zginął jeden z pilotów, dwie osoby zostały ranne.